# Palacio de Justicia del Condado de Barry
El Palacio de Justicia del Condado de Barry (en inglés Barry County Courthouse) es un edificio gubernamental ubicado en 220 West State Street en Hastings, una ciudad del estado de Míchigan (Estados Unidos). Fue designado Sitio Histórico del Estado de Míchigan en 1969 y se incluyó en el Registro Nacional de Lugares Históricos en 1981. 

## Historia
Hastings fue construido originalmente en 1836 por Hastings Company. La empresa reservó una ubicación para un juzgado. El condado de Barry se organizó en 1839, y en 1842 el gobierno local construyó el primer palacio de justicia en este lugar. Este edificio se quemó en 1846, y en 1847 se construyó un nuevo palacio de justicia y una cárcel, una estructura de dos pisos de color blanco. Hastings fue constituida como aldea en 1855, y tanto la aldea como el condado circundante crecieron. 
En 1886, un devastador incendio arrasó Hastings y, aunque el palacio de justicia se salvó, se sgirió reemplazarlo con una estructura de ladrillo. A principios de 1892, se asignaron fondos y el condado contrató al arquitecto de Detroit Albert E. French. La construcción del actual palacio de justicia comenzó en 1892 y finalizó en 1894.

## Descripción
El Palacio de Justicia del Condado de Barry es un edificio rectangular de ladrillo rojo de tres pisos con una torre cuadrada central y un complejo sistema de techos a cuatro aguas. Es similar al Palacio de Justicia del Condado de Livingston, un poco más antiguo, también diseñado por Albert E. French. El edificio se asienta sobre una roca madre. 
El diseño es ecléctico, con elementos neovictoriano, Reina Ana y románico richardsoniano. Los azulejos decorativos y los ladrillos acentúan las aberturas de las ventanas. El edificio tiene cuatro portales de entrada arqueados, uno a cada lado. La entrada principal (y más ornamentada) está en el lado norte e incluye columnas románicas flanqueantes y la inscripción Barry County con la fecha de construcción tallada sobre el arco.
La antigua cárcel y residencia del alguacil está ubicada en la parte trasera del edificio. La cárcel es una estructura de ladrillo rojo de estilo Reina Ana.
En 1994, se construyó un nuevo edificio de tribunales del condado de Barry al otro lado de la calle del Palacio de Justicia de 1892.